# Argyroderma delaetii
Argyroderma delaetii es una especie de planta suculenta perteneciente a la familia de las aizoáceas. Es originaria del sur de África.

## Descripción
Es una pequeña planta suculenta que alcanza los 20 cm de altura y se encuentra en altitudes de 120 a 400 metros en Sudáfrica.

## Taxonomía
Argyroderma delaetii fue descrito por  C.A.Maass, y publicado en Sukkulentenkunde 3: 180. 1928.
Argyroderma: nombre genérico que deriva del griego arghyrion = (plata) y dermis = (piel) debido a su aspecto y su color.
delaetii: epíteto
Sinonimia
- Anexo:Sinónimos de Argyroderma delaetii[2]